# Montreal (region)
Montreal (fr. Montréal) – drugi od końca pod względem wielkości (po Lavalu), ale najludniejszy region ze wszystkich siedemnastu tworzących prowincję Quebec w Kanadzie. Według spisu powszechnego z 2006 roku obszar ten zamieszkiwało 1 854 442 osób. Region Montreal obejmuje obszar wyspy Île de Montréal oraz okolicznych mniejszych wysp.
Region Montrealu ma 1 886 481 mieszkańców. Język francuski jest językiem ojczystym dla 49,0%, angielski dla 17,4%, arabski dla 5,1%, włoski dla 4,7%, hiszpański dla 4,4%, grecki dla 1,2%, wietnamski dla 1,1%, portugalski dla 1,0% mieszkańców (2011).
Na obszarze regionu nie ma żadnej regionalnej gminy hrabstwa (MRC). Tutejsze miasta tworzą razem terytorium równoważne (TÉ) Montreal.